# Robert Kocharyan
Robert Sedraki Kocharyan (în armeană Ռոբերտ Սեդրակի Քոչարյան pronunță [ɾɔbɛɾt kʰɔtʃʰɑɾjɑn]; născut la 31 august 1954) este un om politic armean care a îndeplinit funcția de președinte al Armeniei între 1998 și 2008. El a fost anterior președinte al republicii separatiste Nagorno-Karabah din 1994 până în 1997 și prim-ministru al Armeniei din 1997 până în 1998.
În cea mai mare parte a mandatelor sale, între 2001 și 2007, economia Armeniei a crescut în medie cu 12% anual, în mare măsură datorită boom-ului înregistrat în domeniul construcțiilor. Perioada în care a condus Armenia a fost marcată de două dintre cele mai sângeroase evenimente din istoria Armeniei de după proclamarea independenței satului: împușcăturile din parlamentul armean din 1999 și uciderea a zece persoane în protestele din perioada alegerilor prezidențiale din 2008. El a fost considerat responsabil pentru ambele evenimente de către opoziție, în special de către primul președinte al Armeniei, Levon Ter-Petrosyan, și de partidul lui.
Alegerile din 1998 și 2003 au fost organizate ambele în două tururi. Ele au fost contestate de candidații opoziției și criticate de observatorii internaționali.

## Biografie
Robert Kocharyan s-a născut în orașul Stepanakert, regiunea autonomă Nagorno-Karabah, RSS Azerbaidjan. El și-a făcut acolo educația secundară, iar în perioada 1972-1974 și-a efectuat stagiul militar în Armata Sovietică. Robert Kocharyan și soția sa, Bella, au trei copii: Sedrak, Gayane și Levon, care s-au născut cu toții în orașul Stepanakert.

## Cronologia carierei din perioada anterioară președinției sale
- 1972-1974 – a servit în Armata Sovietică
- 1975-1976 – a lucrat în diferite întreprinderi din orașele Stepanakert și Moscova
- 1977-1982 – a urmat Facultatea de inginerie electrică din cadrul Institutului Politehnic de Stat din Erevan. A obținut diplomă cu calificativul excelent.
- 1980-1981 – a lucrat ca inginer mecanic la uzina electrică din orașul Stepanakert
- 1981-1985 – a lucrat în diferite poziții în Comitetul Municipal în orașul Stepanakert și în comitetul orășenesc al Uniunii Comsomolului, inclusiv pe postul de secretar adjunct
- 1986 – instructor al comitetului orășenesc Stepanakert al Partidului Comunist al Uniunii Sovietice.
- 1987-1989 – conducător al organizației de partid de la fabrica de mătase din Karabahul Sovietic
- 19 februarie 1988 – lider al mișcării Arțah, care a cerut separarea regiunii Nagorno-Karabah de RSS Azerbaidjan și mai târziu unirea cu Armenia; membru al grupului Krunk; a condus organizația Miatsum
- 1989-1995 – a fost ales de două ori ca vicepreședinte al Sovietului Suprem al Republicii Armenia și membru al Prezidiului Sovietului Suprem
- 1991-1992  - adjunct al Uniunii Supreme a Republicii Nagorno-Karabah, în prima sa ședință

## Președinte al Armeniei
După ce predecesorul său, Levon Ter-Petrossian, a fost demis din funcția de președinte, Kocharyan a fost ales cel de-al doilea președinte al Armeniei la 30 martie 1998, învingându-l pe principalul său rival, Karen Demirchyan, în alegerile prezidențiale anticipate marcate de nereguli și de încălcări ale codului electoral de către ambele părți, după cum au raportat observatorii electorali internaționali. S-au depus plângeri că Kocharyan nu a fost cetățean armean de zece ani, în conformitate cu constituția, deși ar fi fost imposibil ca el să fi fost 10 ani cetățean al unei republicii care exista de mai puțin de 7 ani; cu toate acestea, constituția armeană a recunoscut RSS Armeană ca statul său predecesor.
În timpul președinției sale, mai mulți lideri ai opoziției din Parlamentul Armean și un prim-ministru al Armeniei au fost uciși de persoane înarmate într-un episod cunoscut sub numele de Împușcăturile din Parlamentul Armean din 1999. Kocharyan a negociat el-însuși cu teroriștii pentru a-i elibera pe parlamentarii ostatici.

### Alegerile din 2003
Alegerile prezidențiale din 2003 au avut loc la 19 februarie și 5 martie 2003. Nici un candidat nu a obținut o majoritate în primul tur de scrutin, deși actualul președinte Kocharyan obținuse puțin sub 50% din voturi. Prin urmare, a fost organizat un al doilea tur de scrutin și Kocharyan l-a învins pe Stepan Demirchyan, obținând peste 67% din voturi.
În ambele tururi, observatorii electorali din partea Organizației pentru Securitate și Cooperare în Europa au raportat fraude electorale semnificative realizate de susținătorii lui Demirchyan, iar numeroși susținători ai acestuia au fost arestați înainte ca cel de-al doilea tur să aibă loc. Demirchyan a afirmat că alegerile au fost fraudate și le-a cerut susținătorilor săi să protesteze împotriva rezultatelor. Zeci de mii de armeni au protestat în zilele de după alegeri împotriva rezultatelor și i-au cerut președintelui Kocharyan să demisioneze. Cu toate acestea, Kocharyan a fost învestit în funcție pentru un al doilea mandat la începutul lunii aprilie după ce Curtea Constituțională a validat alegerile, în timp ce a recomandat organizarea unui referendum în termen de un an pentru a confirma rezultatul alegerilor.
Pe 14 aprilie 2004 poeta armeană Silva Kaputikyan a scris o scrisoare deschisă Kocharyan trebuie să plece, în care a protestat împotriva măsurilor dure luate de Kocharyan împotriva demonstranților pe 12-13 aprilie 2004. De asemenea, ea a returnat Medalia Mesrop Maștoț acordată ei de Kocharyan cu câțiva ani în urmă.

### Alegerile din 2008
Alegerile prezidențiale au avut loc în Armenia la 19 februarie 2008. Președintele în exercițiu Kocharyan, care nu era eligibil pentru al treilea mandat consecutiv, a susținut candidatura primului ministru al Armeniei, Serj Sargsyan.
Ca urmare a rezultatului alegerilor, protestele organizate de susținătorii candidatului învins Levon Ter-Petrossian au început în Piața Libertății din Erevan și au fost însoțite de tulburări în masă. Pe 1 martie, demonstranții au fost dispersați în mod legal de către poliție și forțele militare. Zece persoane au fost ucise în ciocniri le dintre poliție și mulțimea agresivă, iar președintele Kocharyan a declarat o stare de urgență de 20 de zile. Aceasta a fost urmată de arestări în masă și de anchetarea membrilor proeminenți ai opoziției, care au instigat tulburările și au produs distrugeri ale proprietății cetățenilor, precum și o interdicție de facto cu privire la orice alte proteste anti-guvernamentale.

### Politica externă

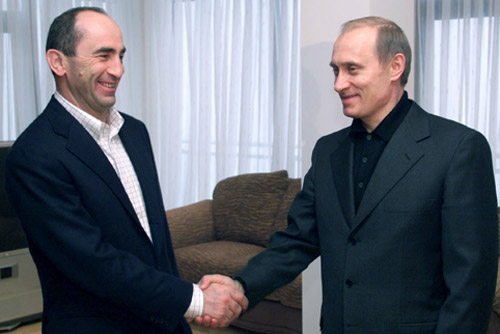
Președintele rus Vladimir Putin cu președintele armean Robert Kocharyan

În calitate de președinte, Kocharyan a continuat să negocieze o soluționare pașnică a statutului provinciei Nagorno-Karabah cu președintele azer Ilham Aliyev. Discuțiile dintre Aliyev și Kocharyan au avut loc în septembrie 2004, la Astana, Kazahstan, în cadrul întâlnirii șefilor de stat din Comunitatea Statelor Independente (CSI). Potrivit surselor, una dintre sugestii a fost retragerea forțelor armene din teritoriile azere adiacente provinciei Nagorno-Karabah, precum și desfășurarea unor referendumuri (plebiscite) în Nagorno-Karabah și în Azerbaidjan cu privire la viitorul statut al regiunii. În perioada 10-11 februarie 2006 Kocharyan și Aliyev s-a întâlnit la Rambouillet, Franța, pentru a discuta principiile fundamentale de soluționare a conflictului, inclusiv retragerea trupelor, formarea unor trupe internaționale de menținere a păcii și statutul provinciei Nagorno-Karabah.
În timpul zilelor și săptămâni lor ce au precedat discuțiile din Franța, co-președinții Grupului OSCE de la Minsk au exprimat un optimism prudent că se poate ajunge la un acord. Președintele francez Jacques Chirac s-a întâlnit separat cu cei doi lideri și și-a exprimat speranța că discuțiile vor fi fructuoase. Contrar optimismul inițial, discuțiile de la Rambouillet nu au dus la nici un acord, iar problemele-cheie precum statutul provinciei Nagorno-Karabah și retragerea trupelor armene din Kalbajar sunt încă controversate. Următoarea rundă de negocieri a avut loc în martie 2006, în Washington, D.C. Președintele rus Vladimir Putin a făcut presiuni asupra ambelor părți pentru a soluționa litigiul. Tot în 2006 a existat o întâlnire dintre președinții Armeniei și Azerbaidjanului la Minsk, în 28 noiembrie, precum și reuniuni ministeriale la Moscova. "Aceste discuții nu au produs nici un progres, dar sper că timpul pentru o soluție va veni", a spus Peter Semneby, reprezentantul UE pentru Caucazul de Sud.
În septembrie 2006, în mesajul său de felicitare cu ocazia celei de a 15-a aniversări a Republicii Nagorno-Karabah, Kocharyan a spus "Oamenii din Karabah au făcut o alegere istorică, și-au apărat interesele naționale în războiul pe care au fost forțați să-l ducă. Astăzi, ei construiesc un stat liber și independent." Mesajul de însoțire susținea că datoria Republicii Armenia și a tuturor Armenilor este de a contribui la consolidarea și dezvoltarea statului Nagorno-Karabah, precum și la recunoașterea internațională a independenței republicii.